# Istruzione in Zimbabwe
L'Istruzione nello Zimbabwe è sotto l'amministrazione del ministro dell'istruzione primaria e secondaria e del ministro dell'educazione universitaria e dello sviluppo scientifico-tecnologico, entrambi sono regolati dal gabinetto dello Zimbabwe. L'obbligo scolastico in Zimbabwe comprende 13 anni tra scuola primaria e secondaria e l'anno scolastico va da gennaio a dicembre ed è formato da 3 trimestri con una pausa di un mese fra i trimestri per un totale di 40 settimane. Nel 1980 l'istruzione fu dichiarata un diritto fondamentale da Robert Mugabe, leader del partito al governo (lo ZANU-PF), che cambiò la costituzione riconoscendo l'istruzione primaria e secondaria come gratuite e obbligatorie.
Uno degli obbiettivi dello sviluppo del Millennio del 2000 era garantire un'istruzione universale per tutti gli studenti, ma l'obbiettivo non fu raggiunto nel 2015 a causa di una crisi sanitaria e dell'impossibilità di sostenere i costi. Attualmente il paese si sta impegnando nel garantire l'istruzione universale entro il 2030.
Nel 2014 lo Zimbabwe aveva un tasso di alfabetizzazione dell'88%.
Per quanto l'istruzione sia riconosciuta come un diritto umano fondamentale in Zimbabwe, nel 2017 il governo zimbabwese fece, sulla base dei suoi guadagni, solo il 77,2% di quello che poteva essere fatto per garantire il diritto all'istruzione: pertanto, l'abilità del governo a garantire questo diritto fu considerata "cattiva". Questo dato è stato raccolto dall'HRMI (Human Rights Measurement Initiative).
L'iniziativa mostra anche che il diritto all'istruzione non venga rispettato basandosi sul tasso di frequenza nelle primarie e nelle secondarie: tenendo conto delle entrate dello stato, lo Zimbabwe sta facendo solo il 61,9% di quanto potrebbe essere fatto per le scuole secondarie e il 92,4% per quelle primarie.

## Storia

### Dal governo coloniale al 1980
La  British South Africa Company arrivò in Rhodesia (l'area che oggi è suddivisa tra Zimbabwe, Zambia e Malawi) negli anni 90 dell' '800. La compagnia amministrativa della Rhodesia creò scuole missionarie cristiane per aiutare le popolazioni locali, queste scuole assicurarono un'istruzione ai popoli indigeni che si focalizzava sulla produzione agricola e lo sviluppo industriale includendo campi come la falegnameria e l'edilizia.
N.J. Atkinson sostiene che per controllare la popolazione locale, la compagnia limitò l'istruzione e censurò molte conoscenze; inoltre sostiene che il sistema educativo eurocentrico fosse una struttura istituzionale che rafforzava la superiorità dei bianchi, anche se questi erano una minoranza nel paese. Le scuole missionarie continuarono un'oppressione sociale ed economica delle popolazioni locali riducendo le loro possibilità di avere lavori ben retribuiti o cariche politiche.
Rugare Mapako sostiene che la poca istruzione data agli africani abbia limitato le loro competenze accademiche in maniera tale da incentivare il lavoro forzato, e in certi casi, non retribuito; il limitato accesso a un'ottima istruzione ha tenuto gli africani in uno stato di inferiorità rispetto ai coloni europei in modo tale da giustificare i reclami politici ed economici dell'Impero britannico.
A causa dei grandi investimenti fatti dal governo della Rhodesia del sud prima del 1960, i fondi stanziati all'istruzione erano sproporzionati a favore degli europei che avevano un'istruzione migliore della gran parte della popolazione nera anche a causa del fatto che il governo Rhodesiano, la segregazione razziale nell'istruzione basata sul differente finanziamento si intensificò negli anni 70 quando gli europei erano una minuscola percentuale della popolazione ma avevano accesso al 90% dei fondi stanziati per l'istruzione, e anche i fondi stanziati per le scuole secondarie erano sproporzionati a favore dei bianchi, negli anni '70 il 43,5% dei bambini africani andava a scuola, e il 3,9% andava in una scuola secondaria, per questo nel 1979, il nuovo governo dello Zimbabwe Rhodesia emanò una riforma scolastica che creò 3 tipi di scuole.
The education act del 1979 dava accesso ad ogni tipo di scuola tramite un sistema di zonizzazione basato sulla residenza.
Prima della riforma, il sistema educativo zimbabwese era diviso in scuole per africani (neri) e scuole per europei (bianchi), mentre dopo la riforma le scuole erano divise in scuole pubbliche, scuole comunitarie e scuole private, le scuole pubbliche furono anche divise in altre tre sotto-categorie chiamate gruppi A, B e C
Storicamente gli studenti bianchi erano al gruppo A che offriva insegnanti qualificati e un'istruzione di ottima qualità, queste scuole si trovavano nei sobborghi bianchi in cui era difficile per un nero comprare un immobile, reintroducendo la segregazione basata sull'etnia. Le scuole del gruppo B richiedevano un costo minore per gli studenti e quelle del gruppo C erano gratuite eccetto il materiale scolastico, ai gruppi B e C si potevano iscrivere solo studenti neri e avevano meno materiale, fondi e personale qualificato rispetto al gruppo A

### La riforma del 1980
La guerra civile in Rhodesia (1964-1979) portò il potere dal dominio britannico a una sovranità de iure nel 1980.
Il partito ZANU (acronimo inglese di Unione Nazionale Africana di Zimbabwe), vinse le elezioni a discapito dello storico governo bianco della Rhodesia, democratizzò le elezioni e promise le istruzioni primarie e secondarie gratuite e obbligatoria a tutti i bambini in Zimbabwe, il diritto all'istruzione fu anche riconosciuto nella costituzione dello Zimbabwe come un diritto umano e furono anche abolite tutte le tasse sull'istruzione primaria.
Dr. Dzingai Mutumbuka fu eletto ministro dell'istruzione per supportare lo Zimbabwe grazie ad una nuova riforma e facendo rispettare l'obbligo scolastico, la sua leadership plasmò il sistema educativo poiché si basava sulla promozione di studenti autosufficienti, motivati e dediti cittadini, il governo stanziò il 17,3% del suo budget per il sistema educativo e questo politicamente fu considerato un "miracolo dell'istruzione" come detto dallo studioso Clayton Mackenzie. Ultimamente la riforma del sistema educativo doveva garantire pari accesso all'istruzione primaria e secondaria a tutti.

### Gli anni '80 e '90
Sin dall'indipendenza, il governo si è focalizzato sul provvedere alla popolazione un'istruzione gratuita ed eguale per tutti tramite un rapido aumento delle risorse utili per tale scopo per rimanere in pari con la domanda: in poco meno di un anno il numero di studenti che frequentavano scuole primarie e secondarie passò da 885.801 a 1.310.315. Questa crescita in termini di studenti si tramutò in un aumento generale della domanda di insegnanti e infrastrutture.
Le scuole aumentarono il più possibile le loro risorse per servire più bambini possibile anche con infrastrutture limitate e per questo usarono la pratica della "seduta calda", anche conosciuta come doppia sessione scolastica, che consiste nel fare le lezioni di mattina a una metà della popolazione e nel pomeriggio all'altra, però non era ancora abbastanza per soddisfare il fabbisogno nazionale e per questo il ministro dell'istruzione aumentò il numero di Università legate alla formazione di nuovi docenti. Nel 1986 furono 8.000 i docenti istruiti per far fronte alla domanda a livello nazionale.
Inoltre le comunità costruirono altre infrastrutture per l'istruzione, per esempio, dal 1979 al 1984, il numero di scuole primarie aumentò del 73,3% e quello delle secondarie del 537,8% e nonostante le sfide causate dal numero di studenti da educare, lo Zimbabwe voleva raggiungere l'istruzione primaria universale alla fine degli anni '80 e negli anni '90 l'istruzione primaria era quasi universale e più della metà della popolazione aveva completato la scuola secondaria.

### Anni 2000
Secondo l'UNICEF il sistema scolastico in Zimbabwe era uno tra i più sviluppati del continente, che però soffriva degli insufficienti i fondi pubblici a causa dell'iperinflazione e della malgestione dell'economia, per questo ci fu anche un calo del PIL del 40% dal 2000 al 2008 che segnò un periodo di crisi economica nel 1º decennio del 21º secolo, le spese pubbliche per sanità e istruzione furono tagliate di più della metà.
Alla fine del 2008, molti ospedali e scuole furono chiusi a causa dell'abbandono di molti docenti della loro professione, l'aumento dei casi di HIV, AIDS e colera che ne portò a una pandemia nazionale, l'UNICEF dice che il 94% delle scuole nelle zone rurali, le quali servivano la maggior parte della popolazione, furono chiuse entro il 2009 e sempre secondo l'UNICEF in questo periodo il tasso di frequenza crollo dall'80% al 20%, dopo il 2009 però l'economia ebbe un piccolo rialzo dopo la creazione del Governo di Unità Nazionale, un insieme di partiti formato per risolvere i problemi che affliggevano lo Zimbabwe (soprattutto quelli creati dalle negozazioni politiche in Zimbabwe nel 2008), il quale sospese la valuta Zimbabwese per approcciare una dollarizzazione completa per ridurre l'iperinflazione e aumentare le spese pubbliche
L'obiettivo dello Zimbabwe di migliorare le opportunità d'istruzione negli ultimi 25 anni ha portato ad alcuni traguardi come il raggiungimento di un tasso d'alfabetizzazione comparabile a quello di altri paesi africani al 51% tra le persone tra i 15 e i 24 anni e nel 2014 3.120.000 di studenti avevano un grado d'istruzione primario e secondario, di cui il 76% di questi solo primario.
All'inizio del 2020 il sistema educativo è stato classificato come "mal finanziato"

## Gestione dopo l'indipendenza

### Politiche anti-discriminatorie
Dopo quasi un secolo di dominazione britannica, l'Unione Nazionale Africana di Zimbabwe prese il potere e dichiarò l'indipendenza nel 1980. Il neonato governo istituì un sistema scolastico gratuito e obbligatorio dalla durata di 2 anni, riconoscendo l'istruzione come diritto fondamentale. Questo fu garantito dall' ''Education act'' del 1987, che inoltre aboliva il sistema di segregazione del ''Education act'' del 1979.
Il trattato sull'istruzione del 1996 e quello sui disabili del 1996 prolungarono politiche anti-discriminatorie dichiarando che ''tutti gli studenti senza distinzione di razza, religione, genere, credo, e disabilità hanno accesso all'istruzione primaria''. Questi provvedimenti anti-discriminatori espansero il diritto all'istruzione a tutti gli studenti in Zimbabwe, anche quelli affetti da disabilità.

## Gradi d'istruzione

### Istruzione di 1º grado
Il sistema educativo zimbabwese prevede 7 anni di scuola primaria, che comprendo 7 gradi.
Le scuole nelle aree urbane insegnano in inglese, nelle aree rurali insegnano nelle lingue locali come Shona e Ndebele, che poi vengono sostituite dall'inglese il 3º anno.
La media di studenti per ogni insegnante è circa tra i 30 e i 50 studenti per ogni insegnante, però, questo può variare di regione in regione, allo stato economico del paese e al budget annuale per l'istruzione., il diploma di 1º grado accerta conoscenze in campo Linguistico, artistico, contenuti e Matematico.
Sulla base della circolare politica n. 12 del 1987 del ministero dell'istruzione:
"il risultato educativo minimo atteso per tutti gli studenti è l'alfabetizzazione funzionale e la capacità di calcolo entro la fine della scuola primaria."

### Istruzione di 2º grado
Le scuole secondarie non sono finanziate dal governo e gli studenti possono studiare in collegi privati o governativi, entrambi muniti di una tassa, queste scuole sono formate da due cicli, il GCE (General Certificate of Education) o livello base, per 4 anni e l'Advanced Level per altri 2 anni, questo sistema fu adottato a partire da quello britannico.
Gli studenti hanno lezioni di Matematica, Inglese, Scienze, Shona o Ndebele(o qualsiasi altra lingua), Geografia e Storia, il GCE si ottiene dopo 4 anni e prevede che gli studenti passino un minimo di 5 materie tra cui Scienze, Inglese, Matematica, Storia e una materia pratica come lavorazione del legno o agricoltura, questo esame è basato su una scala a lettere e può determinare l'ottenimento da parte dello studente, la sua ammissione alle scuole per l'Advanced Level e il suo futuro lavoro.
Gli studenti hanno la scelta di iscriversi alle scuole per ottenere l'Advanced Level o ad altre scuole come: politecnici, agrarie, scienze dell'educazione e infermieristica, se lo studente decide di iscriversi alle scuole per l'Advanced Level dovrebbe ottenerlo dopo un totale di 6 anni amministrati dal ZIMSEC, il A-Level è richiesto per entrare all'università in Zimbabwe.

### Istruzione di 3° grado (universitaria)
L'istruzione di 3º grado è amministrata dal ministero per l'istruzione terziaria e superiore che include università e politecnici.
L'educazione di terzo grado arrivò in Zimbabwe nel 1957 con l'apertura dell'Università della Rhodesia e del Nyasaland, ad oggi conosciuta come Università dello Zimbabwe. Con l'indipendenza nel 1980 l'università fu ampliata da una capienza di 2.240 studenti a 9.017 nel 1990. Il consiglio nazionale per l'istruzione di 3° grado fu istituito nello stesso anno per garantire la qualità dell'istruzione terziaria in Zimbabwe.
Con l'aumento di studenti negli ultimi decenni è aumentato anche il numero di università nel paese. Per esempio, tra il 1999 e il 2006, 8 nuove università furono aperte. Il consiglio per l'istruzione superiore fu fondato nel 2006 per garantire istruzione di alta qualità nel paese. Nel 2012 c'erano 15 università registrate (9 pubbliche e 5 private) e 10 politecnici.

## Problemi attuali

### Accesso ad un'ottima istruzione
Nonostante le inziative cominciate dopo l'indipendenza per aumentare la popolazione capace di avere un'istruzione dignitosa, la domanda era comunque molto più alta dell'offerta. Nell'ultimo decennio l'istruzione è stata ostacolata dalla mancanza di insegnanti qualificati e di infrastrutture adatte, ma anche dalla crisi economica. Secondo l'UNICEF solo un terzo sono considerate in ''buone condizioni'' Le scuole hanno dovuto affrontare altre sfide come l'insegnamento sia di mattino che di sera, anche chiamato ''hot seating'',e classi sovraffollate, questo ovviamente incise nella qualità dell'insegnamento.
La qualità dell'istruzione è anche impattata dalla mancanza di insegnanti qualificati per le scuole di 2° grado, infatti la maggior parte delle università di scienze dell'educazione sono specializzate per il 1° grado, lasciando poche persone specializzate per il 2° grado. La mancanza di insegnanti è più sentita nelle zone rurali che in quelle urbane a causa delle poche offerte di lavoro e del salario più basso rispetto a quello urbano. Molti insegnanti nelle zone rurali non sono qualificati a causa dell'alta domanda e della poca attenzione alla qualità. Non solo gli insegnanti sono sottopagati, ma anche il materiale scolastico non è stanziato a meno dell'1% del budget nazionale per l'istruzione.

### Finanziamento
La riforma scolastica del 1980 aspirava a fornire un'istruzione universale e gratuita a tutti i cittadini zimbabwesi con il Zimbabwe Education Act, purtroppo, le tasse universitarie e i costi si accumularono nel tempo. Molte famiglie pagano una tassa scolastica, anche se è una piccola tassa nelle scuole pubbliche del governo. Le famiglie che non pagano le tasse scolastiche devono comunque pagare delle tasse aggiuntive come i costi di manutenzione dell'edificio, i costi di trasporto, tasse sugli esami, uniformi e materiale ai propri figli. L'istruzione non è completamente gratuita in Zimbabwe a causa di focus del governo sulle infrastrutture scolastiche e, negli ultimi tempi, per via della Grande recessione. Programmi come la Basic Education Assistance Module (BEAM) sono stati sviluppati per prevenire l'abbandono scolastico fra gli orfani e i bambini vulnerabili per via delle spese. Il BEAM paga le tasse scolastiche e altre imposte base, ma assiste solo metà degli interessati. Nel 2014, solo il 10% degli studenti non aveva completato il percorso di studi primario, e questo può essere attribuito al costo dell'istruzione.

### Studenti con disabilità
Si stima che ad oggi ci siano oltre 300.000 persone in età scolare affette da una disabilità in ZImbabwe. Ci sono iniziative per creare scuole inclusive per offrire un'istruzione dignitosa agli studenti affetti da disabilità fisiche o mentali. Queste scuole inclusive si basano sul "L'identificazione e la minimalizzazione o l'eliminazione delle barriere che rendono impossibile la partecipazione degli studenti e l'utilizzo di risorse tradizionali per supportare l'apprendimento e la partecipazione" Le leggi anti-discriminatorie, come il trattato sull'educazione del 1996 e il trattato sulle persone disabili del 1996, non promuovono un'istruzione inclusiva nelle scuole dello Zimbabwe né proteggono gli studenti con disabilità dalla discriminazione nelle scuole superiori.

### Libri di testo
Nel 2009 fu lanciato l'Educational Transition Fund (ETF) per migliorare la qualità dell'istruzione con la distribuzione di materiali scolastici, il quale fece una patnership con l'UNICEF per incoraggiare donazioni private, l'accumolo e la distribuzione di libri di testo è diventato il focus dell' EFT solo negli ultimi anni. Nel 2008 il National Education Advisory Board affermava che il 20% dei bambini in Zimbabwe non aveva neache i libri di testo delle materie principali e che il rapporto studenti/libri era di 10 a 1. Negli ultimi anni sono stati donati molti libri di testo assieme ad altro materiale scolastico e secondo l'UNICEF ad oggi il rapporto è arrivato a 1 a 1 grazie a questi aiuti internazionali da parte del EFT.